# Mark Lutter
Mark Lutter (* 8. Oktober 1976) ist ein deutscher Sozialwissenschaftler. Er ist Professor für Allgemeine Soziologie an der Bergischen Universität Wuppertal. Seine Forschungsschwerpunkte bewegen sich im Bereich Analytische Soziologie, Wirtschaftssoziologie, Soziologie sozialer Ungleichheit, Analyse sozialer Netzwerke und Computational Social Science.

## Leben
Nach dem Abitur am Gymnasium Thomaeum in Kempen studierte Lutter Soziologie, Psychologie und Statistik an der Universität Duisburg-Essen (1998–2005). Von 2005 bis 2009 war er Doktorand an der International Max Planck Research School on the Social and Political Constitution of the Economy (IMPRS-SPCE) am Kölner Max-Planck-Institut für Gesellschaftsforschung (MPIfG). Er wurde 2009 an der Universität Duisburg-Essen promoviert (Doktorväter waren Jens Beckert und Frank Faulbaum). Von 2009 bis 2014 war er Postdoc und Habilitand am MPIfG. 2015 habilitierte er sich an der WiSo-Fakultät der Universität zu Köln (Betreuer waren Jens Beckert und Hans-Jürgen Andreß). Bis zu seinem Ruf an die Universität Wuppertal war er ab 2014 Forschungsgruppenleiter am MPIfG. Er war Visiting Fellow am Department of Sociology an der Harvard University (Winter 2008/09), an der ETH Zürich (Winter 2012) sowie am Science Po in Paris (Winter 2013).

## Schriften (Auswahl)
- Nägel, Christof, Mark Lutter. 2021. „The 2017 French Riots and Trust in the Police. A Quasi-experimental Approach.“ European Journal of Criminology: First Published March 27, 2021. DOI:10.1177/1477370821998974
- Lutter, Mark, Linus Weidner. 2021. „Newcomers, Betweenness Centrality, and Creative Success: A Study of Teams in the Board Game Industry from 1951–2017.“ Poetics: doi:10.1016/j.poetic.2021.101535.
- Lutter, Mark, Karlijn L. A. Roex, Daria Tisch. 2020. „Anomie or Imitation? The Werther Effect of Celebrity Suicides on Suicide Rates in 34 OECD Countries, 1960–2014.“ Social Science & Medicine 246, 112755. DOI:10.1016/j.socscimed.2019.112755
- Lutter, Mark, Martin Schröder. 2019. „Is There a Motherhood Penalty in Academia? The Gendered Effect of Children on Academic Publications in German Sociology.“ European Sociological Review: published Nov. 27, 2019. DOI:10.1093/esr/jcz063
- Korom, Philipp, Mark Lutter, Jens Beckert. 2017. „The Enduring Importance of Family Wealth: Evidence from the Forbes 400, 1982 to 2013.“ Social Science Research 65(July 2017):75-95. DOI:10.1016/j.ssresearch.2017.03.002
- Lutter, Mark, Martin Schröder. 2016. „Who Becomes a Tenured Professor, and Why? Panel Data Evidence from German Sociology, 1980–2013.“ Research Policy 45(5):999-1013. DOI:10.1016/j.respol.2016.01.019. Full text: https://pure.mpg.de/rest/items/item_2253397_5/component/file_2459360/content
- Lutter, Mark. 2015. „Do Women Suffer from Network Closure? The Moderating Effect of Social Capital on Gender Inequality in a Project-based Labor Market, 1929–2010.“ American Sociological Review 80(2):329-358. DOI:10.1177/0003122414568788
- Beckert, Jens, Mark Lutter. 2013. „Why the Poor Play the Lottery. Sociological Approaches to Explaining Class-based Lottery Play.“ Sociology 47(6):1152-1170. DOI:10.1177/0038038512457854